# Langage sifflé
Le langage sifflé est un mode de communication consistant à siffler au lieu de parler, répandu dans le monde entier mais limité à des environnements où les sifflements sont plus efficaces que la parole ordinaire (montagnes et forêts denses, principalement). On connaît environ 70 populations qui pratiquent actuellement le langage sifflé. Chacun de ces langages n'est pas une langue indépendante mais une extension de la langue locale.

## Histoire et répartition actuelle

### De l'Antiquité à nos jours
Dans Melpomène, le livre IV de ses Histoires, Hérodote mentionne l'existence d'Éthiopiens troglodytes qui « parlent comme des chauves-souris ».
Plusieurs navigateurs de l'Antiquité rapportent que les Guanches, anciens habitants des îles Canaries, pratiquaient, outre leur parler habituel, un langage sifflé, connu actuellement sous le nom de silbo. Celui-ci leur permettait de communiquer de vallée en vallée sur plusieurs kilomètres. Quoiqu'il soit désormais basé sur la langue espagnole, le silbo est encore pratiqué par quelques Canariens qui tentent de remettre cette langue à l'honneur. En 2009, l'UNESCO a inscrit le Silbo Gomero, langage sifflé de l’île de la Gomera (îles Canaries), sur la liste représentative du patrimoine culturel immatériel de l'humanité.
Pour des navigateurs européens[Qui ?], un langage du même type aurait existé dans les vallées andines[Quoi ?][réf. nécessaire]. 
Aujourd'hui, leur survie est attestée par les travaux du bioacousticien Julien Meyer, qui a formé un réseau de collaboration interculturelle sur le sujet[Quoi ?][réf. nécessaire].
Les récits traditionnels témoignent que le sifflement a été, durant des siècles, la meilleure forme de communication à distance pour les chevriers ou les bergers. Les habitants du village d'Aas (Pyrénées-Atlantiques) communiquaient en occitan, également en sifflant d'un flanc de vallée à l'autre.

### Répartition
En 2017, environ 70 langues sifflées sont répertoriées dans le monde, notamment :
- Europe : dans le Béarn (France), dans le sud de l'Eubée (Grèce) et sur l'île de la Gomera (Canaries, Espagne) ;
- Asie : dans le nord-est de la Turquie, chez les Akha et les Hmong (Asie du Sud-Est) et chez les Yupiks de Sibérie ;
- Afrique : dans l'Atlas marocain et au Togo, en Éthiopie ;
- Amérique : chez les Wayãpi et les Éperviers (pt) (Amazonie brésilienne), en Guyane et dans les Andes ;
- Océanie : en Papouasie-Nouvelle-Guinée.

Plusieurs initiatives tendent à perpétuer ou ressusciter l'usage des langues sifflées :
- sur l'île de la Gomera, l'enseignement du silbo est obligatoire à l'école primaire depuis 1999 et l'on a commencé de former des professeurs de sifflement ;
- à Pau, l'association siular d'Aas s'efforce de faire renaître le béarnais sifflé, qui est enseigné à l'école primaire de Bilhères, au collège de Laruns et à l'université de Pau ;
- le turc sifflé est enseigné à l'école primaire de Kuşköy.

### Usages
Le langage sifflé est essentiellement utilisé pour communiquer à plus grande distance que par la voix, soit parce que les distances à couvrir sont particulièrement grandes (en montagne), soit parce que l'environnement amortit trop les sons (forêt dense ou milieu bruyant). Il sert aussi à dissimuler la parole (aux oreilles du gibier, dans la forêt amazonienne) ou son sens (en présence de non siffleurs).

## Physique et biologie de la parole sifflée

### Physique
Le langage sifflé exprime les mots en soufflant l'air au travers des lèvres plus ou moins fermées, ce qui crée de petits tourbillons. Il ne dispose pas des harmoniques de la voix et n'utilise qu'une bande de fréquence limitée (et relativement basse), mais c'est suffisant pour transposer, pour l'essentiel, les mots de la langue. En Silbo, par exemple, les différentes voyelles sont exprimées par des sons de hauteur différente, et les consonnes par des interruptions plus ou moins longues du sifflement. Dans les langues tonales (comme le hmong) l'inflexion ascendante ou descendante du ton est traduite par une intonation montante ou descendante des voyelles. Dans les langues non tonales (comme l'espagnol et le grec) l'intonation sert à manifester l'accent tonique.
L'avantage d'une bande de fréquence étroite est que le son se déforme moins que la voix en fonction de la distance. La puissance émise peut également être supérieure à celle de la voix : jusqu'à 70-80 dB pour la parole modale, jusqu'à 100 dB pour la parole criée (mais les cordes vocales se fatiguent vite au dessus de 90 dB), jusqu'à 120 dB pour la parole sifflée. En raison de ces moindre déformation et puissance supérieure, la parole sifflée peut être comprise à des distances dix fois supérieures à celles de la parole criée, jusqu'à plusieurs kilomètres dans les zones dégagées.
Plusieurs techniques sont disponibles : en arrondissant les lèvres (pour siffler doucement), avec les doigts dans la bouche (pour siffler plus fort), avec l'aide d'une feuille ou par l'intermédiaire d'une flûte. Dans la plupart des populations concernées plusieurs techniques sont employées, en fonction de la distance à couvrir.

### Biologie
Le sifflement commence à peine à être étudié du point de vue neurobiologique. À La Gomera, dans les Canaries, les régions temporales de l'hémisphère gauche, celles-là mêmes qui sont impliquées dans la compréhension du langage, sont activées chez les siffleurs confirmés mais pas chez les personnes inexpérimentées. À Kuşköy, en Turquie, les deux hémisphères sont activés à l'audition de syllabes sifflées alors que c'est essentiellement l'hémisphère gauche qui l'est pour les mêmes syllabes prononcées normalement.

#### Fiction
- Simon Parcot, Le chant des pentes, éditions Le mot et le reste, 2024, 176 pages  (ISBN 978-2-3843-1434-8)